# LSWR H15 class
LSWR/SR H15 class — тип грузопассажирского паровоза с осевой формулой 2-3-0, разработанный главным инженером тяги Лондонской и Юго-Западной железной дороги Робертом Ури в 1914 году. После укрупнения британских железных дорог в 1923 году партии этих паровозов заказывал главный инженер Южной дороги Ричард Манселл. Прозвище «Король Артур-младший» эти паровозы получили потому, что были однотипны с LSWR N15 «Король Артур», но с меньшим на 7 дюймов диаметром ведущих колёс.

## Разработка и постройка
Паровозы H15 class стали первой разработкой Роберта Ури для Лондонской и Юго-Западной дороги, ставшей решением отчаянно перезревшей задачи вождения тяжёлых грузовых поездов с высокой надёжностью, потому что устаревающий парк паровозов становился нелёгким бременем для дороги.
Ури спроектировал двухцилиндровый паровоз с внешним расположением цилиндров и парораспределительным механизмом Вальсхарта, то есть паровоз, почти все основные требующие регулярного ухода части которого расположены снаружи и легкодоступны по сравнению с остальными паровозами LSWR.
С января по июль 1914 года на Истлейском заводе дороги были построены 10 паровозов (№№ 482—491). Ури был сторонником перегретого пара, и для того, чтобы получить данные об экономичности и мощности для сравнения, 4 паровоза (№№ 482—485) были построены с пароперегревателями Шмидта, 4 (№№ 486—489) — с пароперегревателями Робинсона, а два (№№ 490—491) паровоза были насыщенного пара и поэтому легче остальных.
Этот небольшой эксаперимент показал целесообразность перехода на перегретый пар, но оба испытанных перегревателя Ури не устраивали, и он разработал и запатентовал собственный Истлейского типа, который был установлен впоследствии на все паровозы H15 class.
В декабре 1914 года ещё один паровоз был переделан из LSWR E14 class № 335 (1905 года выпуска). Этот единственный представитель своего неудачного типа был ещё его конструктором Драммондом предназначен к усовершенствованию из-за скверных эксплуатационных характеристик. Ури вместо модернизации перестроил его полностью в H15 class. Это был первый паровоз с истлейским пароперегревателем, но сохранивший своё первоначальное рабочее давление 175 фунтов на кв. дюйм (1,21 МПа).
Параллельно с выпуском тип был усовершенствован. У ранних паровозов обход вокруг котла располагался низко, затем его подняли выше цилиндров. Также у них был общий прямой декоративный брызговик над движущими колёсами, как позднее на N15 class. У более поздних паровозов H15 брызговика не было, обходной мостик проходил выше колёс.
В шести партиях было изготовлено 26 паровозов: первые две партии по 5 паровозов в 1914 году, ещё 15 в трёх партиях построены в 1924 году, и последний поступил на дорогу в январе 1925 года. Эти партии заказывал уже преемник Ури Ричард Манселл. Среди этих 15 паровозов были 5, переделанных из LSWR F13 class Драммонда, а остальные были копиями паровоза Ури № 491 без каких-либо дополнений от Манселла.
| Год  | Заказ | Количество | Номера            | Примечания   |
| ---- | ----- | ---------- | ----------------- | ------------ |
| 1914 | H15   | 5          | 482, 483, 485—487 |              |
| 1914 | K15   | 5          | 484, 488—491      |              |
| 1914 | —     | 1          | 335               | из E14 class |
| 1924 | R16   | 5          | 473—477           |              |
| 1924 | T16   | 5          | 478, 521—524      |              |
| 1924 | A17   | 5          | 330—334           | из F13 class |

Паровозы сцепляли с 4-осными тендерами Драммонда типа watercart на 5000 галлонов (23 т) воды, чтобы обеспечить достаточный запас хода на дороге, которая не пользовалась канавами для заправки водой на ходу. В середине 1930-х годов Манселл оснастил паровозы этого типа дефлекторами дыма.

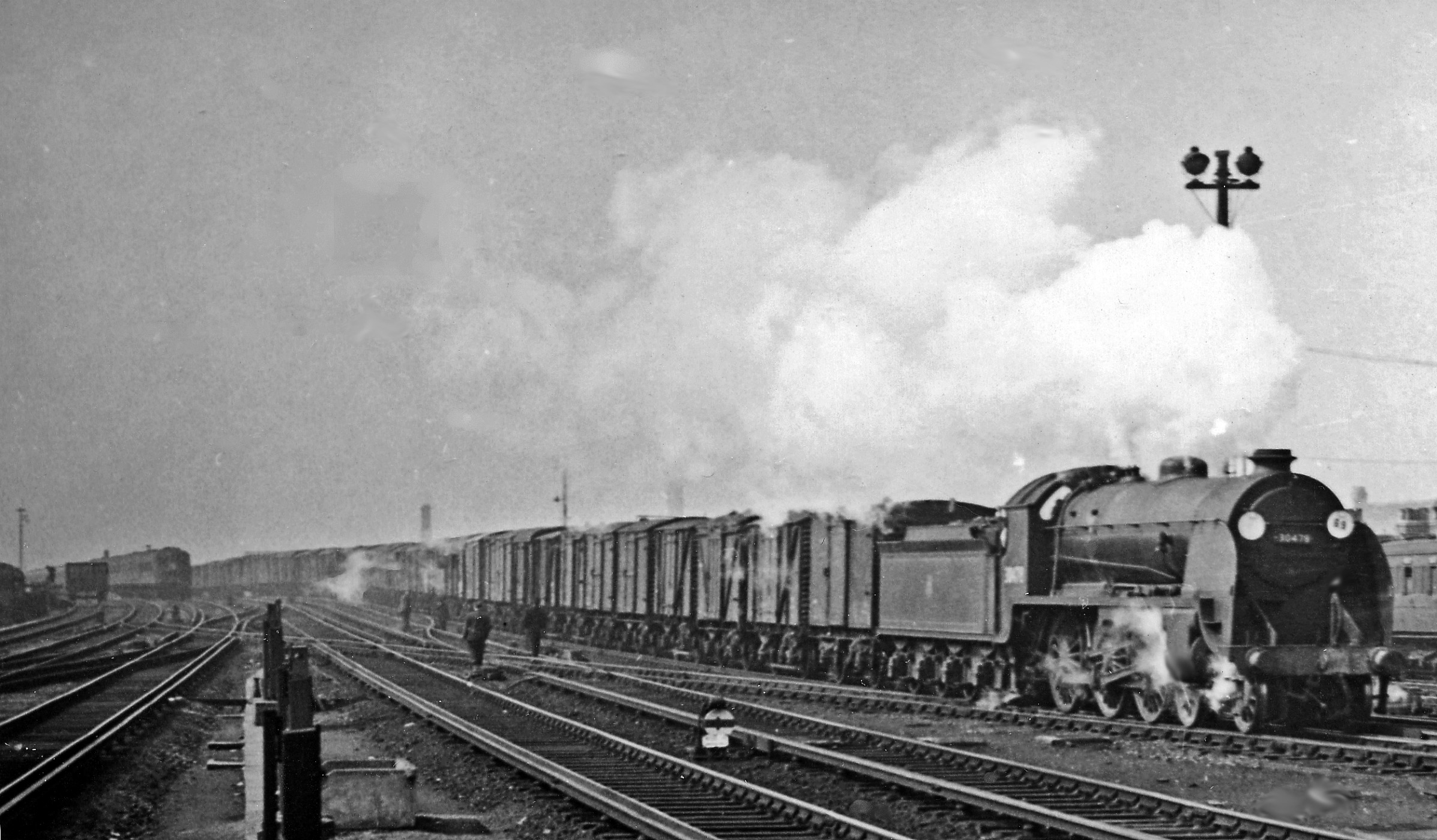
H15 № 30478 приближается к станции Клэпем-Узловая (1958)

## Служба
Паровозы с диаметром цилиндров 21 ″ (533 мм) и ходом поршня 28 ″ (711 мм) при диаметре ведущих колёс 6 футов (1830 мм) и котле с хорошей паропроизводительностью оказались чрезвычайно хороши для тяжёлых поездов, а капитальные ремонты выявили, что и построены они были качественно. При разборке паровоза № 30487 в 1954 году обнаружилось, что сорокалетнаяя служба практически не отразилась на его раме. Эти паровозы водили быстроходные тяжёлые товарные поезда, особенно часто — нагруженные камнем около Окхемптона.
Паровозы, переделанные из F13, отличались высокой кабиной и низкой площадкой, отчего члены локомотивных бригад ростом меньше 6 футов (1830 мм) могли дотянуться до некоторых органов управления только с какой-нибудь подставки. Эти паровозы были поэтому прозваны «соборами».
Согласно плану модернизации Британских железных дорог 1955-го года все паровозы этого типа оказались списаны к 1961 году, ни один не был сохранён.
| Год  | На начало года | Списано | Номера                             | Примечания         |
| ---- | -------------- | ------- | ---------------------------------- | ------------------ |
| 1955 | 26             | 2       | 30485/90                           | 30485 после аварии |
| 1956 | 24             | 1       | 30332                              |                    |
| 1957 | 23             | 3       | 30330, 30483/87                    |                    |
| 1958 | 20             | 2       | 30333-34                           |                    |
| 1959 | 18             | 8       | 30335, 30473/77-78/82/84/86/88     |                    |
| 1960 | 10             | 1       | 30474                              |                    |
| 1961 | 9              | 9       | 30331, 30475-76/89/91, 30521-30524 |                    |

## Происшествия
- 22 января 1955 года паровоз № 30485 столкнулся с паровозом N15 № 30783 Sir Gillemere на станции Борнмут-Центральная в результате того, что машинист 30783 перепутал сигналы. 30485 был списан и утилизирован[9][10].
- 8 февраля 1956 года паровоз № 30477 сошёл с рельсов близ Чичестера[11].

## Окраска и нумерация
Первые паровозы были окрашены в драммондовскую зелёную пассажирскую ливрею с фиолетовыми и коричневыми каёмками филёнок и двойными жёлтыми полосами. На тендере была надпись LSWR и номер локомотива — на бортах кабины.
На Южной железной дороге партии 1924 года вышли в той же схеме окраски, но с номерами на тендере. С 1925 года была введена более тёмная оливково-зелёная схема, в которую переркасили все паровозы этого типа. Колёса были зелёные с чёрными шинами, номера и надпись Southern наносились на борта тендера краской «жёлтая примула».
В 1939 году, после того как пост главного инженера тяги занял Оливер Буллид, паровозы этого типа перекрашивали в чёрную схему без полос, как грузовые. Надпись Southern осталась на тендере, а номер переместился на кабину. Эти надписи наносили солнечно-жёлтой краской. Во время войны к надписям добавились зелёные тени, но после они пропали.
После национализации в 1948 году паровозы получили классификацию 4P5F, на них были нанесены надписи British Railways и к номерам впереди прибавлена буква S. С начала 50-х годов паровозы были перекрашены в грузопассажирскую чёрную ливрею BR с красными и белыми полосами и перенумерованы по стандарту добавлением цифр 30 перед старым номером.

## Внешние ссылки
- SEMG gallery